# Ralph Burghart
 (juin 2024).
Si vous disposez d'ouvrages ou d'articles de référence ou si vous connaissez des sites web de qualité traitant du thème abordé ici, merci de compléter l'article en donnant les références utiles à sa vérifiabilité et en les liant à la section « Notes et références ».
Ralph Burghart, né le 16 septembre 1966 à Vienne, est un patineur artistique et entraîneur autrichien. Il est septuple champion d'Autriche entre 1985 et 1992.

## Biographie

### Carrière sportive
Ralph Burghart commence à patiner à l'âge de quatre ans et rejoint le club de patinage EKE Vienne en 1975. Il est septuple champion d'Autriche en 1985, 1987, 1988, 1989, 1990, 1991 et 1992.
Il représente son pays à deux championnats du monde juniors (1982 à Oberstdorf et 1983 à Sarajevo), six championnats européens (1985 à Göteborg, 1987 à Sarajevo, 1988 à Prague, 1989 à Birmingham, 1990 à Léningrad et 1992 à Lausanne), cinq mondiaux seniors (1988 à Budapest, 1989 à Paris, 1990 à Halifax, 1991 à Munich et 1992 à Oakland) et aux Jeux olympiques d'hiver de 1992 à Albertville).
Il arrête les compétitions sportives après les mondiaux de 1992.

### Reconversion
Ralph Burghart patine professionnellement dans le spectacle américain Ice Capades et commence une carrière d'entraîneur en Alaska. Son élève le plus connu est Keegan Messing.

### Vie privée
Ralph Burghart épouse la patineuse artistique Rory Flack en décembre 1992. Ils ont deux fils, Rendell, né le 28 septembre 1993, et Remington, né le 17 janvier 1997. Ce dernier participe à des compétitions de patinage artistique. Burghart et Flack divorcent en 2009.
Il épouse en secondes noces Cheryl Burghart.

## Palmarès
| Compétitions principales      | 1982    | 1983    | 1984    | 1985    | 1986    | 1987    | 1988    | 1989    | 1990    | 1991    | 1992    |  |  |  |
| Jeux olympiques d'hiver       |         |         |         |         |         |         |         |         |         |         | 18e     |  |  |  |
| Championnats du monde         |         |         |         |         |         |         | 16e     | 17e     | 19e     | 21e     | 17e     |  |  |  |
| Championnats d'Europe         |         |         |         | 13e     |         | 17e     | 14e     | 14e     | 9e      | F       | 11e     |  |  |  |
| Championnats d'Autriche       |         |         |         | 1er     |         | 1er     | 1er     | 1er     | 1er     | 1er     | 1er     |  |  |  |
| Championnats du monde juniors | 18e     | 15e     |         |         |         |         |         |         |         |         |         |  |  |  |
|                               |         |         |         |         |         |         |         |         |         |         |         |  |  |  |
| Autres Compétitions           | 1981/82 | 1982/83 | 1983/84 | 1984/85 | 1985/86 | 1986/87 | 1987/88 | 1988/89 | 1989/90 | 1990/91 | 1991/92 |  |  |  |
| Skate America                 |         |         |         |         | 13e     |         |         | 10e     | 11e     | 9e      |         |  |  |  |
| Moscou Skate                  |         |         |         | 14e     |         | 7e      | 8e      |         |         |         |         |  |  |  |
| Trophée NHK                   |         |         |         |         |         |         |         |         | 12e     |         | 9e      |  |  |  |
| Légende : F = Forfait         |         |         |         |         |         |         |         |         |         |         |         |  |  |  |